# China Open (теніс) 2006
China Open 2006 - тенісний турнір, що проходив у Пекіні (Китай). Чоловічий турнір належав до серії International, а жіночий - до турнірів 2-ї категорії в рамках Туру WTA 2006. Чоловічий турнір тривав з 11 до 18 вересня, а жіночий - з 18 до 25 вересня 2006 року.
Маркос Багдатіс виграв свій перший титул за сезон і за кар'єру. Світлана Кузнецова виграла свій 2-й титул за сезон.

## Фінальна частина

### Одиночний розряд, чоловіки
Маркос Багдатіс —  Маріо Анчич, 6–4, 6–0

### Одиночний розряд, жінки
Світлана Кузнецова —  Амелі Моресмо, 6–4, 6–0

### Парний розряд, чоловіки
Маріо Анчич /  Магеш Бгупаті —  Міхаель Беррер /  Кеннет Карлсен, 6–4, 6–3

### Парний розряд, жінки
Вірхінія Руано Паскуаль /  Паола Суарес —  Анна Чакветадзе /  Олена Весніна, 6–2, 6–4